# Quintus Egnatius Catus
Quintus Egnatius Catus war ein im 1. Jahrhundert n. Chr. lebender Angehöriger des römischen Senatorenstandes.
Durch drei Inschriften, die in Carnuntum gefunden wurden und die auf 73 datiert sind, ist belegt, dass Catus im Jahr 73 Kommandeur (Legatus legionis) der Legio XV Apollinaris war, die ihr Hauptlager in Carnuntum in der Provinz Pannonia hatte.
Durch zwei Inschriften, die in der Provinz Africa proconsularis gefunden wurden und die auf 76 datiert sind, ist belegt, dass Catus im Jahr 76 Kommandeur (Legatus Augusti pro praetore) der Legio III Augusta war und ihres zugehörigen Garnisonsdistriktes in Numidia war.